# Крылов, Николай Владимирович
Николай Владимирович Крылов (род. 5 июня 1941, Судогда, Ивановская область) — советский и российский математик, специализирующийся на стохастических уравнениях в частных производных и диффузионных процессах.
Окончил Московский университет, там же под руководством Дынкина в 1966 году защитил кандидатскую диссертацию. С 1973 года — доктор физико-математических наук.
В период преподавал с 1966—1990 годов — преподаватель в Московском университете, с 1990 года — профессор Миннесотского университета.
В середине 1960-х годов в сотрудничестве с Дынкиным получил результаты в области моделирования выпуклыми функциями нелинейных уравнений в частных производных второго порядка (то есть уравнений Беллмана), которые были исследованы стохастическими методами.
Развитие этого подхода привело к созданию теории Эванса — Крылова, за разработку которой совместно с Лоуренсом Эвансом стал лауреатом премии Лероя Стила Американского математического общества за 2004 год. Основной результат — гёльдеровская непрерывность второй производной решений выпуклых, полностью нелинейных эллиптических уравнений с частными производными второго порядка и, таким образом, существование «классических решений» (теорема Эванса — Крылова).
Был приглашённым докладчиком на Международном конгрессе математиков в Беркли в 1986 году. В 1993 году был избран членом Американской академии искусств и наук. В 2001 году стал лауреатом премии Гумбольдта.
Библиография:
- Controlled diffusion processes, Springer 1980
- Introduction to the theory of diffusion processes, AMS 1995
- Nonlinear elliptic and parabolic equations of the second order, Dordrecht, Reidel 1987
- Lectures on elliptic and parabolic equations in Hölder Spaces, AMS 1996
- Introduction to the theory of random processes, AMS 2002
- Lectures on Elliptic and Parabolic Equations in Sobolev Spaces, AMS 2008